# Guido Scagliarini
Guido Scagliarini (Finale Emilia, 14 november 1914 – Coriano, 4 augustus 2017) was een Italiaans coureur en medeoprichter van het automerk Abarth.

## Biografie
In 1946 begon Scagliarini met racen in een Stanguellini SN1100 en werd in 1947 in die auto onder andere derde tijdens de IX Gran Premio Roma. Ook deed hij in dat jaar mee aan de Mille Miglia, maar deze finishte hij niet. In 1948 begon Scagliarini te racen bij Cisitalia en eindigde tijdens de Mille Miglia van dat jaar als vijfde samen met Cornelio Maffiodo in een Cisitalia 202. In 1949 richtte Scagliarini samen met Carlo Abarth het automerk Abarth op. De vader van Scagliarini, Armando Scagliarini, stak geld in het bedrijf en het huis van Guido Scagliarini in Bologna diende als het hoofdkantoor, totdat het hoofdkantoor in 1951 naar Turijn werd verplaatst. Een maand na de oprichting reed hij in een Cisitalia-Abarth 204A Motto Spider de Mille Miglia en eindigde vijfde samen met Mario Maggio in het eindklassement. In zijn eigen klassement (tot 1100 cc) behaalde Scagliarini de tweede plaats, wat de eerste beker van Abarth betekende. Het jaar daarna reed hij zijn laatste races als coureur en bij de editie van de Mille Miglia van dat jaar finishte hij niet.
In 1971 werd Abarth door Fiat overgenomen en een jaar later richtte Scagliarini een bedrijf genaamd "G. Scagliarini & Cº." op. Dat bedrijf gaf advies aan Italiaanse bedrijven actief in de autosport. In 1979 ging Scagliarini met pensioen. Daarna maakte hij handgefabriceerde violen.